# (400180) 2006 WT118
(400180) 2006 WT118 es un asteroide perteneciente al cinturón de asteroides, descubierto el 15 de octubre de 2006 por el equipo del Spacewatch desde el Observatorio Nacional de Kitt Peak, Arizona, Estados Unidos.

## Designación y nombre
Designado provisionalmente como 2006 WT118.

## Características orbitales
2006 WT118 está situado a una distancia media del Sol de 2,596 ua, pudiendo alejarse hasta 3,216 ua y acercarse hasta 1,975 ua. Su excentricidad es 0,239 y la inclinación orbital 4,023 grados. Emplea 1528,02 días en completar una órbita alrededor del Sol.

## Características físicas
La magnitud absoluta de 2006 WT118 es 17,2.